# Ambachtsheerlijkheden Sinoutskerke en Baarsdorp

Wapen van de heerlijkheid Baarsdorp

De heerlijkheden Sinoutskerke en Baarsdorp zijn gelegen op Zuid-Beveland in de provincie Zeeland. De heerlijke rechten van de ( (ambachts) heerlijkheden) Baarsdorp en Sinoutskerke werden in de vijftiende eeuw officieel samengevoegd. Sindsdien wordt veelal de naam “heerlijkheid Sinoutskerke en Baarsdorp” gehanteerd. Toch gaat het om twee aparte heerlijkheden, omdat ze tot het einde van het ancien régime elk hun eigen rechtsgebied vormden en een eigen rechtbank hadden.

## Geschiedenis tot 1798
Van de meeste dorpen in de Zak Zuid-Beveland is geen doorlopende geschiedenis te schrijven wegens gebrek aan archiefmateriaal. Dit is te danken aan een gemeentesecretaris van Heinkenszand die in 1850 besloot het gemeentearchief volledig op te ruimen.
Van de vroege geschiedenis van de heerlijkheid Sinoutskerke is hierdoor zeer weinig bekend. Omdat Sinoutskerke in een oorkonde over de verdeling van tienden uit 1196 genoemd wordt als parochie, ligt het voor de hand dat de stichting van de heerlijkheid ergens in eerste helft van de twaalfde eeuw heeft plaats gevonden.
Van de heerlijkheid Baarsdorp weten we iets meer. Zij moet reeds bestaan hebben in de dertiende eeuw, wat afgeleid kan worden uit het feit dat toen een zekere Petrus (Pieter) de Barsdorpe leefde. Zijn naam komt voor op een oorkonde uit oktober 1271, die bezegeld werd met een afbeelding van een ruiter te paard en een randschrift S'Pieter. De familie 'de Barsdorpe', van Baarsdorp, was naar verluidt een tak van de adellijke familie van Borssele, die zich naar de heerlijkheid had genoemd.
Gezien de nog niet sterke verdeling van de heerlijkheid in 1271 vermoedt amateurhistoricus P.A. Harthoorn dat de heerlijkheid in dat jaar nog niet zo lang bestond. Omdat de heerlijkheid Baarsdorp niet genoemd wordt in een oorkonde uit 1206/8 plaatst Harthoorn de stichting van deze heerlijkheid tussen 1206 en 1270.
De oudst gevonden schriftelijke vermelding van de heerlijkheid Baarsdorp zelf is uit de jaren 1315-1318, toen de rentmeester van al Zeeland de inning van achterstallige renten verantwoordde van onder andere het “ambocht in Barsdorp”. In die tijd moet er al een kerk zijn geweest, aangezien er in 1325 ene 'Petrus dictus clerk in Barsdorp' vermeld wordt. Vanaf de zestiende eeuw is de heerlijkheid Baarsdorp steeds gezamenlijk met de heerlijkheid Sinoutskerke overgedragen, waardoor er sprake was van een zogenoemde dubbelheerlijkheid in een personele unie.
Met de Staatsregeling van 1798, werden Sinoutskerke en Baarsdorp als zelfstandige rechtsgebieden opgeheven, en kwam daar de gemeente Sinoutskerke en Baarsdorp voor in de plaats.

## Moderne geschiedenis
Nadat heerlijkheden in publiekrechtelijke zin in 1798 waren opgeheven, werden deze in 1814 door Koning Willem I gedeeltelijk hersteld. Hierdoor kregen de ambachtsheren van Sinoutskerke en Baarsdorp een aantal van hun rechten terug. Het recht op overheidsgezag waren zij echter definitief kwijt geraakt, waardoor een heerlijkheid slechts nog kan bestaan als een complex van resterende heerlijke rechten en de daaraan verbonden onroerende zaken.
De resterende rechten van de heerlijkheden en de daarbij horende grond waren door de eeuwen heen in eigendom van diverse families. In 1851 hadden de heerlijkheden Sinoutskerke en Baarsdorp zelfs zeven eigenaren (ambachtsgerechtigden), waaronder leden van het adellijk geslacht De Perponcher Sedlnitsky die al zo'n honderd jaar mede-eigenaar waren. In 1899 werd een vijfde van de ambachtsheerlijkheid Sinoutskerke en Baarsdorp verkocht aan Pierre Jean Baptiste Ruijs de Perez (1865-1920). In 1923 was de heerlijkheid in handen van jhr. mr. dr. Adolf Jacobus van Citters (1855-1928), wonende te 's-Gravenhage (tevens heer van 's-Heer Hendrikskinderen en Heinkenszand), Willem Frederik Karel Lenshoek (1863-1935), wonende te Kloetinge, en Marinus Vermuë Jansz, wonende te 's-Heer Abtskerke. Het niet-exclusieve "recht tot het voeren van den titel van ambachtsheer van Sinoutskerke" werd in 1925 verkocht aan Abraham Adriaan van Rossem (1888-1956), hetwelk vererfde op diens zoon Cornelis Jan van Rossem (1937-2015) en vervolgens op zijn zoon Adrian Michael van Rossem (1963-2018) zich allen noemende en schrijvende Van Rossem van Sinoutskerke. Tegenwoordig is een lid van de familie Van Huykelom van de Pas door vererving en koop eigenares van de nog bestaande rechten.
Op 11 januari 2019 zijn de aan de heerlijkheid Sinoutskerke en Baarsdorp verbonden gebruiken toegelaten tot het Netwerk Immaterieel Erfgoed van Kenniscentrum Immaterieel Erfgoed Nederland. In juli 2023 volgde bijschrijving in de Inventaris Immaterieel Erfgoed. De uitoefening van de rechten is in 2021 ondergebracht bij de toen opgerichte Stichting tot Behoud en Beheer van de Heerlijkheid Sinoutskerke en Baarsdorp. Deze tracht de bekendheid van het gebied en de geschiedenis ervan te vergroten.

## Wapen
Het wapen van de heerlijkheid Baarsdorp wordt als volgt beschreven: "In sabel een dwarsbalk van zilver, over alles heen een schuinkruis van keel". Het wapen was oorspronkelijk in gebruik bij het geslacht Van Baersdorp, mogelijk een zijtak van het geslacht Van Borsele. Het wapen wordt als zodanig ook genoemd in de Nieuwe Cronyk van Zeeland uit 1696 van Mattheus Smallegange.. Van de oorspronkelijke heerlijkheid Sinoutskerke is geen wapen bekend.
Later is het wapen van Baarsdorp ook gebruikt als wapen van de voormalige gemeente Sinoutskerke en Baarsdorp. Dit wapen is bevestigd als gemeentewapen van Sinoutskerke en Baarsdorp bij besluit van de Hoge Raad van Adel van 31 juli 1817.